# Pierre de Charité de Ruthie
Pierre de Charité de Ruthie, né vers 1655 à Aussurucq et mort le 7 septembre 1718, est un ecclésiastique qui fut évêque de Rieux de 1705 à sa mort.

## Biographie
Pierre de Charité, de Charitte ou encore de Charritz de Ruthie est issu d'une famille basque originaire du diocèse d'Oloron qui a déjà donné avec Bertrand de Ruthie un grand aumônier de France de 1552 à 1556 sous le règne de Henri II. 
Il est grand archidiacre, vicaire général et official du diocèse de Comminges  pendant les épiscopats de deux derniers évêques lorsqu'il est désigné comme évêque de Rieux fin 1705. Confirmé le 13 septembre 1706, il est consacré en octobre par Jean-François Brizay de Denonville, évêque de Comminges dans sa cathédrale Notre-Dame de Saint-Bertrand-de-Comminges. Lors de la querelle de la bulle Unigenitus qui a profondément divisé l'épiscopat français, il fait partie des évêques qui étant morts avant l'accommodement n'ont rien fait d'autre que recevoir la constitution accompagnée de l'instruction pastorale. Il meurt en effet le 7 septembre 1718.